# ميلا رودينو

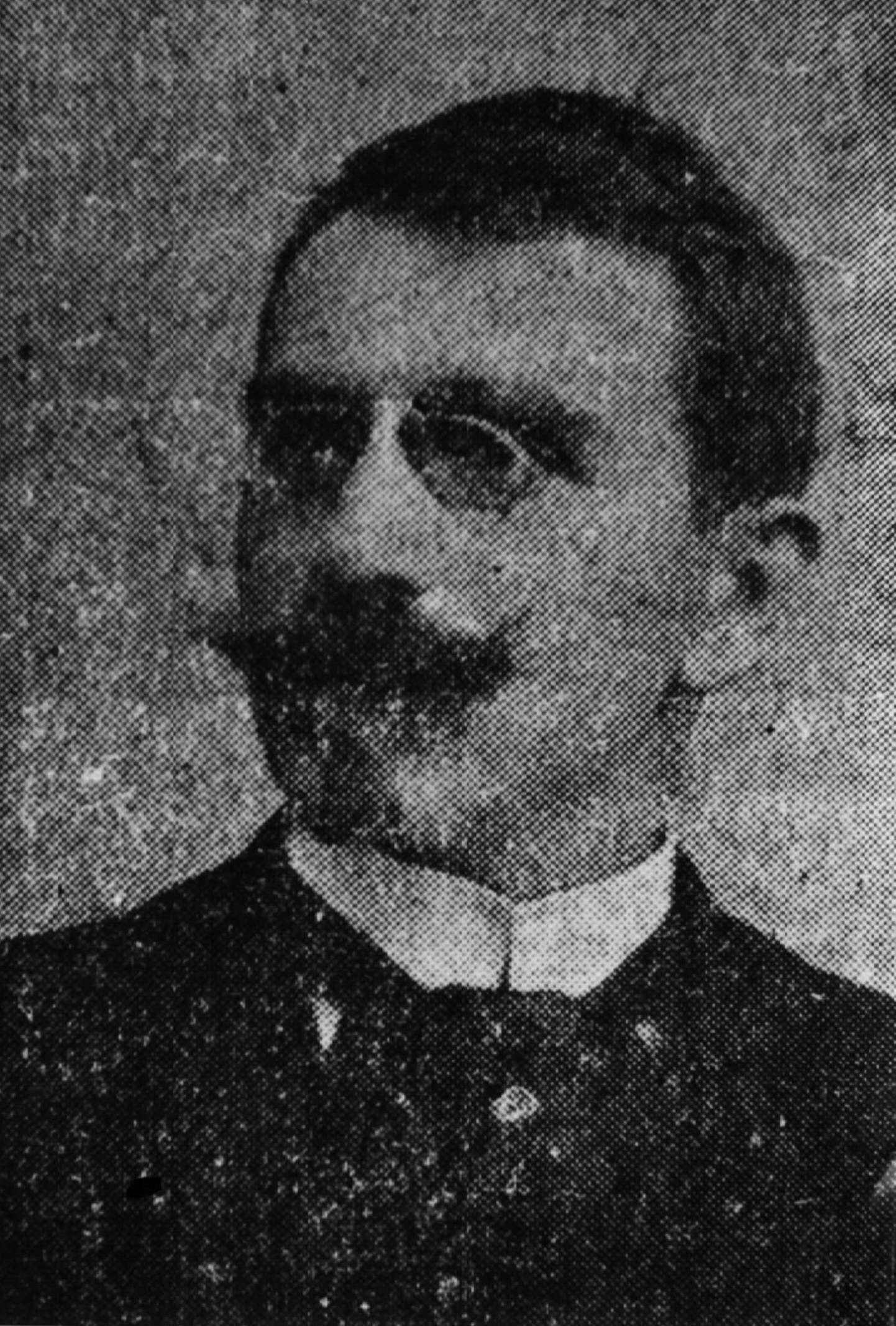
تسفيتان رادوسلافوف، واضع كلمات النشيد الوطني البلغاري

ميلا رودينو (بالبلغارية: Мила Родино، وتعني "موطني العزيز") هو النشيد الوطني الحالي لبلغاريا منذ سنة 1963.
أُخذت موسيقى وكلمات النشيد من أغنية "غوردا ستارا بلانينا"، التي ألفها ولحنها تسفيتان رادوسلافوف (1863 ـ 1931) لدى سفره لخوض الحرب الصربية البلغارية سنة 1885، ونقح لحنها المؤلف الموسيقي دوبري هريستوف سنة 1905. وقد عُدلت كلمات النشيد عدة مرات، كان آخرها سنة 1990.

## معرض صور

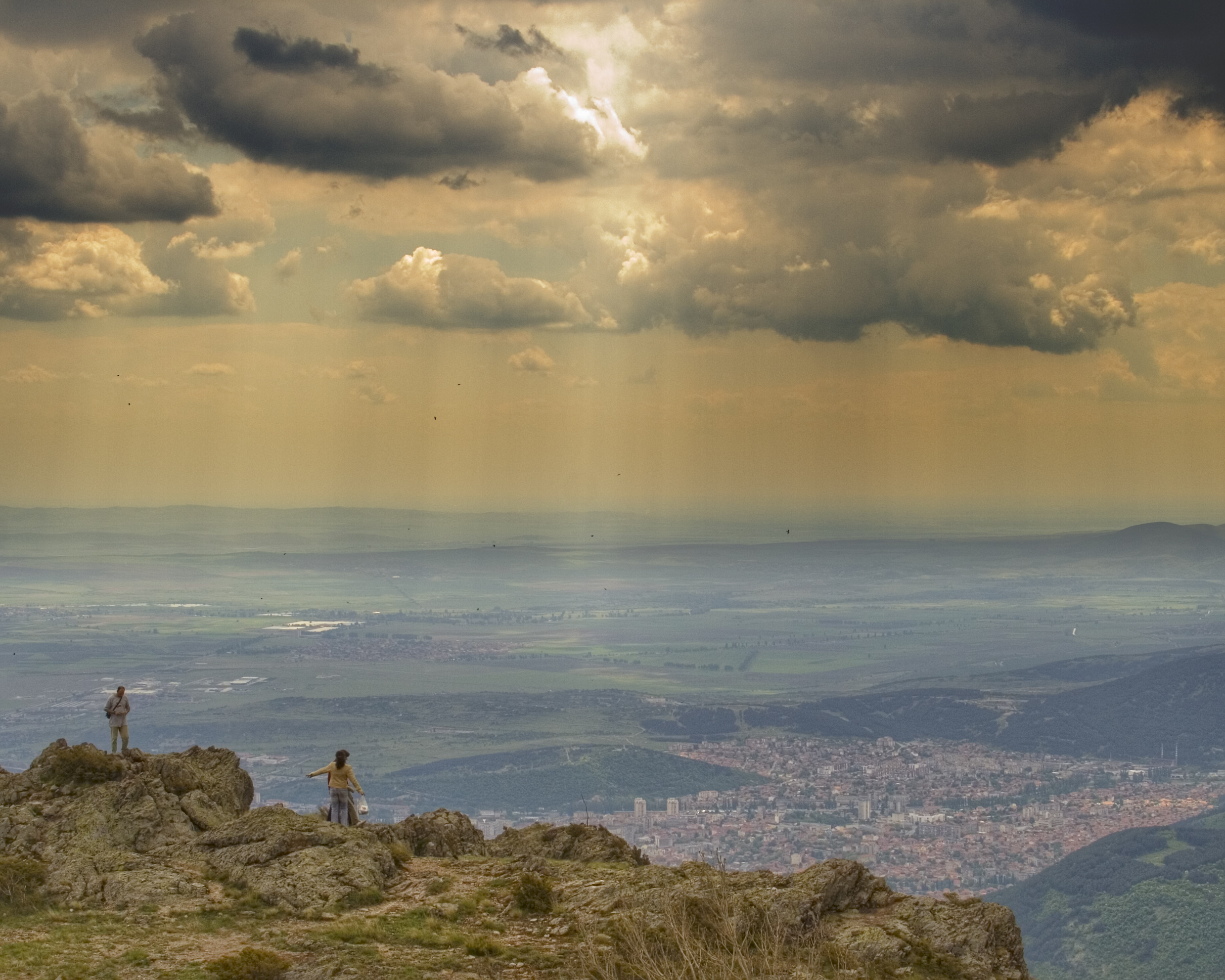
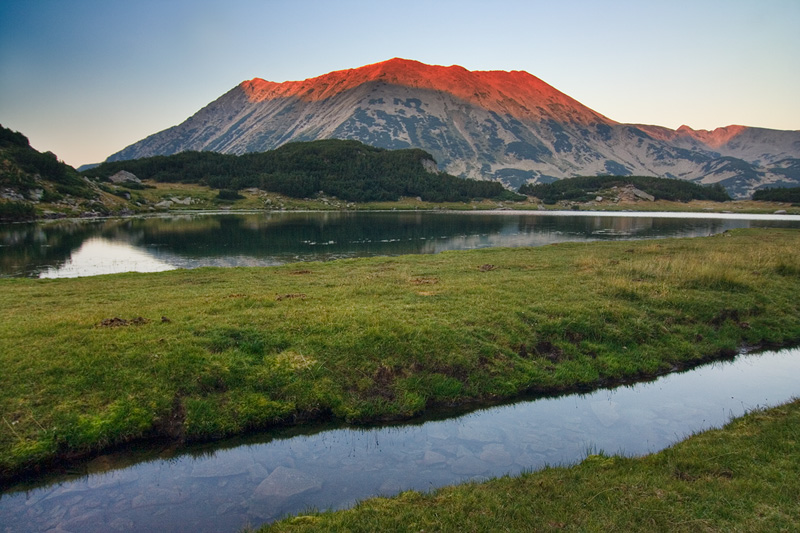
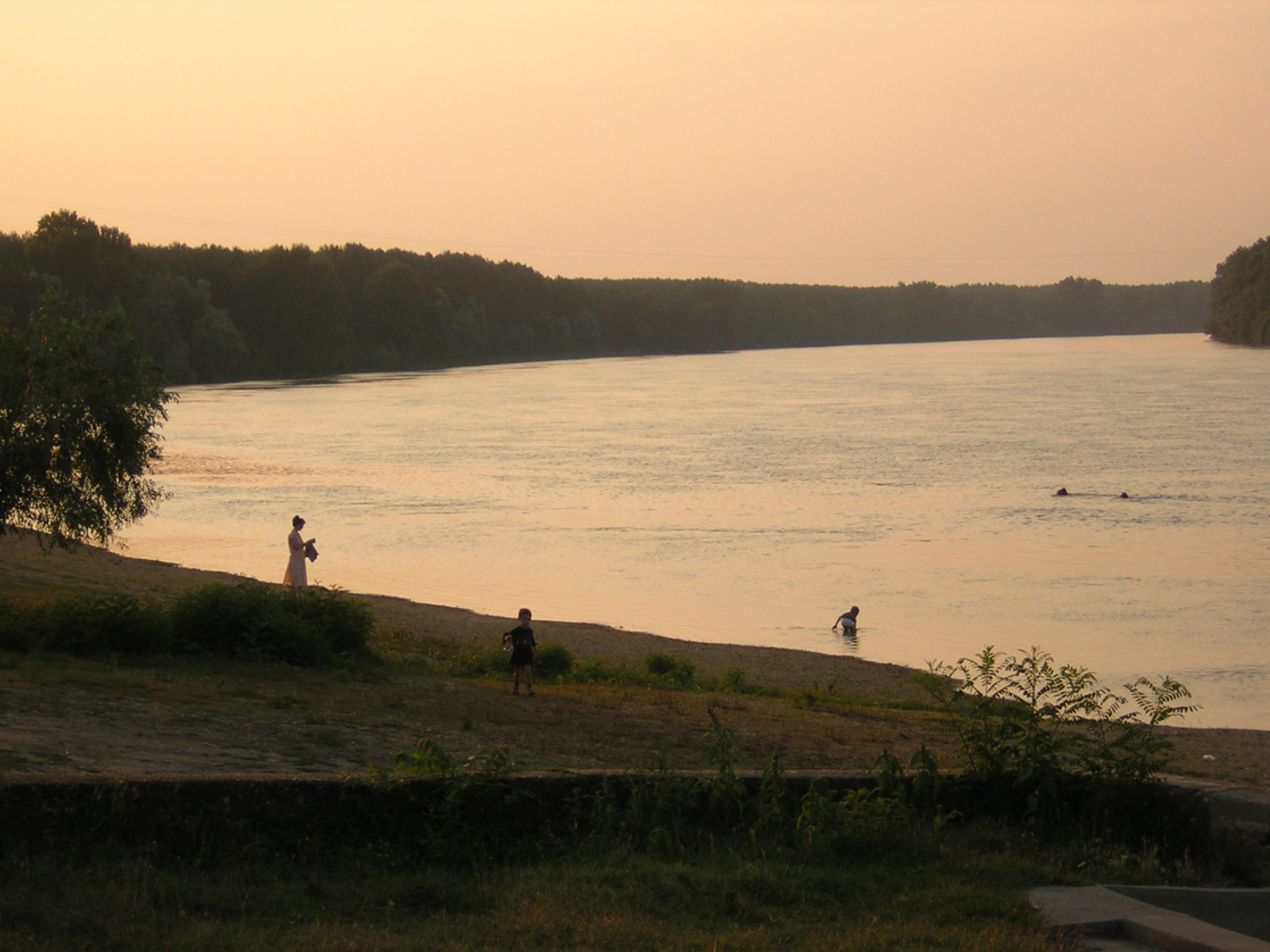
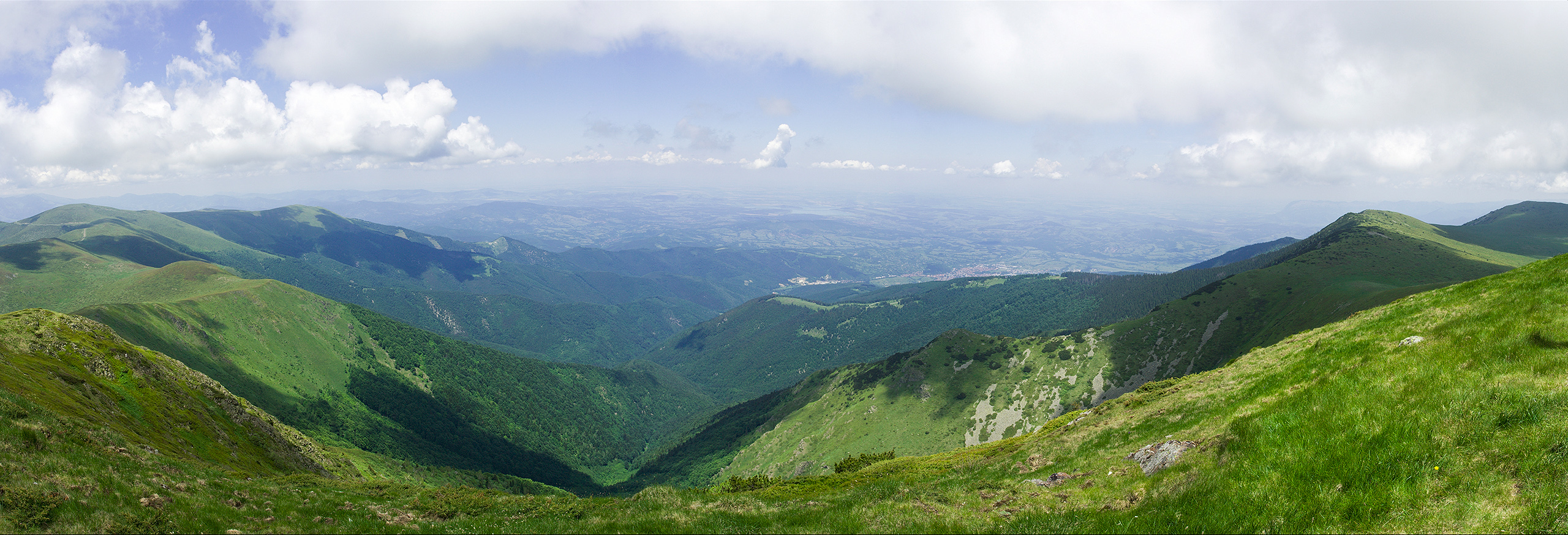